# Le Signe du Lion
Le Signe du Lion is een Franse dramafilm uit 1959 onder regie van Éric Rohmer.

## Verhaal
Pierre is een Amerikaanse student aan het conservatorium. Als hij te weten komt dat hij een grote som geld heeft geërfd, is hij in de wolken. Uiteindelijk blijkt dat zijn neef alles heeft geërfd. Intussen heeft Pierre al schulden gemaakt. Hij zinkt steeds verder weg in de armoede.

## Rolverdeling
| Acteur            | Personage          |
| ----------------- | ------------------ |
| Jess Hahn         | Pierre Wesserlin   |
| Michèle Girardon  | Dominique          |
| Sophie Perrault   | Chris              |
| Stéphane Audran   | Hotelbazin         |
| Françoise Prévost | Hélène             |
| Véra Valmont      | Vrouw van Nanterre |
| Jill Olivier      | Cathy              |
| Malka Ribowska    | Jonge vrouw        |
| Macha Méril       | Blonde vrouw       |
| Van Doude         | Santeuil           |
| Jean Le Poulain   | Toto               |
| Paul Crauchet     | Frédéric           |
| Christian Alers   | Philippe           |
| Paul Bisciglia    | Willy              |
| Gilbert Edard     | Michel             |